# Архипелаг
Архипелаг е географско понятие за обозначаване на група от острови, разположени сравнително близо едни до други. Обикновено са един или два (и повече) по-големи и голяма група от по-малки острови. Известни архипелази са Хаваите, Балеарите, Канарските острови. От 13 век големите островни групи започват да се наричат архипелази. Архипелаг (гр. αρχιπέλαγος) произлиза от името на Егейско море, което буквално се превежда „изначално море“ (гр. αρχη – начало и гр. πελαγος – море).

## Видове архипелази
Островите влизащи в състава на един архипелаг, обичайно имат един и същ произход и сходен геоложки строеж. В зависимост от това се различават 3 вида архипелази: континентални (Нова земя, Нова Зеландия), коралови (Маршалови острови, Туамоту) и вулканични (Хавайски острови, Вануату).
Архипелазите обикновено се намират в открито море и рядко близо до тях се намира по-голяма земна суша. Например Шотландия има повече от 700 острова, които заобикалят главния остров. Петте най-големи съвременни държави, които са съставени от предимно архипелази, са Япония, Филипините, Нова Зеландия, Великобритания и Индонезия (която има най-много архипелази). Най-големият по размер архипелаг в света е Канадският арктичен архипелаг в Северна Канада. Тази група острови се намира в Северния ледовит океан. Архипелагът с най-много острови е Архипелаговото море във Финландия, но повечето от тези острови са сравнително малки.

## Списък на архипелази
- АБК
- Азорски острови
- Алеутски архипелаг (Алеутски острови)
- Александър
- Андамански острови
- Антилски острови
  - Големи антилски острови
    - Пуерторикански острови

  - Малки антилски острови
    - Наветрени острови
    - Подветрени острови
- Балеарски острови
- Архипелази в Балтийско море
  - Аландски острови
  - Стокхолмски архипелаг
  - Турку
- Бахамски острови
  - Търкс и Кайкос
- Британски острови
  - Нормандски острови
  - Оркнейски острови
  - Острови Сили
  - Хебридски острови
  - Шетлъндски острови
- Венециански острови
- Галапогски острови
- Гуаянеко
- Гьотеборг
- Диего-Рамирезки острови
- Додеканези
- Егейски острови
- Калифорнийски канални острови
- Канадски арктически острови
  - Белчърски острови
- Кергелен
- Кермадек
- Коморски острови
- Корнати
- Кралица Шарлот
- Крозе
- Лакадивски острови (Лакшадуип)
- Лос Рокес
- Лофотенски острови
- Магдаленови острови
- Макаронезия
  - Канарски острови
  - Зелени нос
    - Барлавенто
    - Сотавенто

  - Мадейра
- Малайски архипелаг
  - Малуку
  - Филипински острови
  - Зондски острови
    - Големи зондски острови
    - Малки зондски острови
- Малдивски острови
- Малтийски архипелаг
- Маскаренски острови
  - Сейшелски острови
    - Алдабра
    - Амирантски острови
    - Фаркуар
- Меланезия
  - Бисмарков архипелаг
  - Фиджи
  - Соломонови острови
  - Вануату
- Микронезия
  - Каролински острови
  - Гилбъртови острови
  - Мариански острови
  - Маршалови острови
  - Ралик
  - Ратак
  - Палау
  - Фениксови острови
- Нанхайски острови (Острови в Южно китайско море)
  - Параселски острови
  - Спратли
- Никобарски острови
- Островите в Нова Англия и Ню Йорк (Манхатън, Сити Айлънд, Лонг Айлънд, Рикърс Айлънд, Рузвелт Айлънд, Статън Айлънд, Блок Айлънд, Нантукет Айлънд, Мартас Винярд, Либърти Айлънд, Елис Айлънд, Лонг Бийч Айлънд, Елизабетски острови)
- Нова Земя
- Новосибирски острови
- Огнена земя
- Полинезия
  - Острови Кук
  - Френска Полинезия
    - Австралски острови
    - Гамбие
    - Маркизки острови
    - Дружествени острови
      - Наветрени острови
      - Подветрени острови

    - Туамоту

  - Хавайски острови
  - Новозеландски острови
  - Питкерн
  - Самоа
    - Източни Самоа
    - Западни Самоа

  - Тонга
  - Токелау
  - Тувалу
  - Уолис и Футуна
    - Хорн
- Понтенски острови
- Свалбард
- Света Елена
- Сан Хуан
- Солентинамски острови
- Тоскански архипелаг
- Фарьорски острови
- Флорида Кийс
- Фокс
- Фолкландски острови
- Фризийски острови
  - Източни фризийски острови
  - Западни фризийски острови
  - Северни фризийски острови
- Фюрно
- Хилядни острови
- Хуан-Фернандески острови
- Циклидски острови
- Чагос
- Чонос
- Шантарски острови
- Шоси
- Южни оркнейски острови
- Южни Сандвичеви острови
- Южни шетлъндски острови
- Японски архипелаг